# Metuloidea tawa
Metuloidea tawa är en svampart som först beskrevs av Gordon Herriot Cunningham, och fick sitt nu gällande namn av Gordon Herriot Cunningham 1965. Metuloidea tawa ingår i släktet Metuloidea och familjen Meruliaceae.   Inga underarter finns listade i Catalogue of Life.